# Dorfkirche Schönwalde-Glien

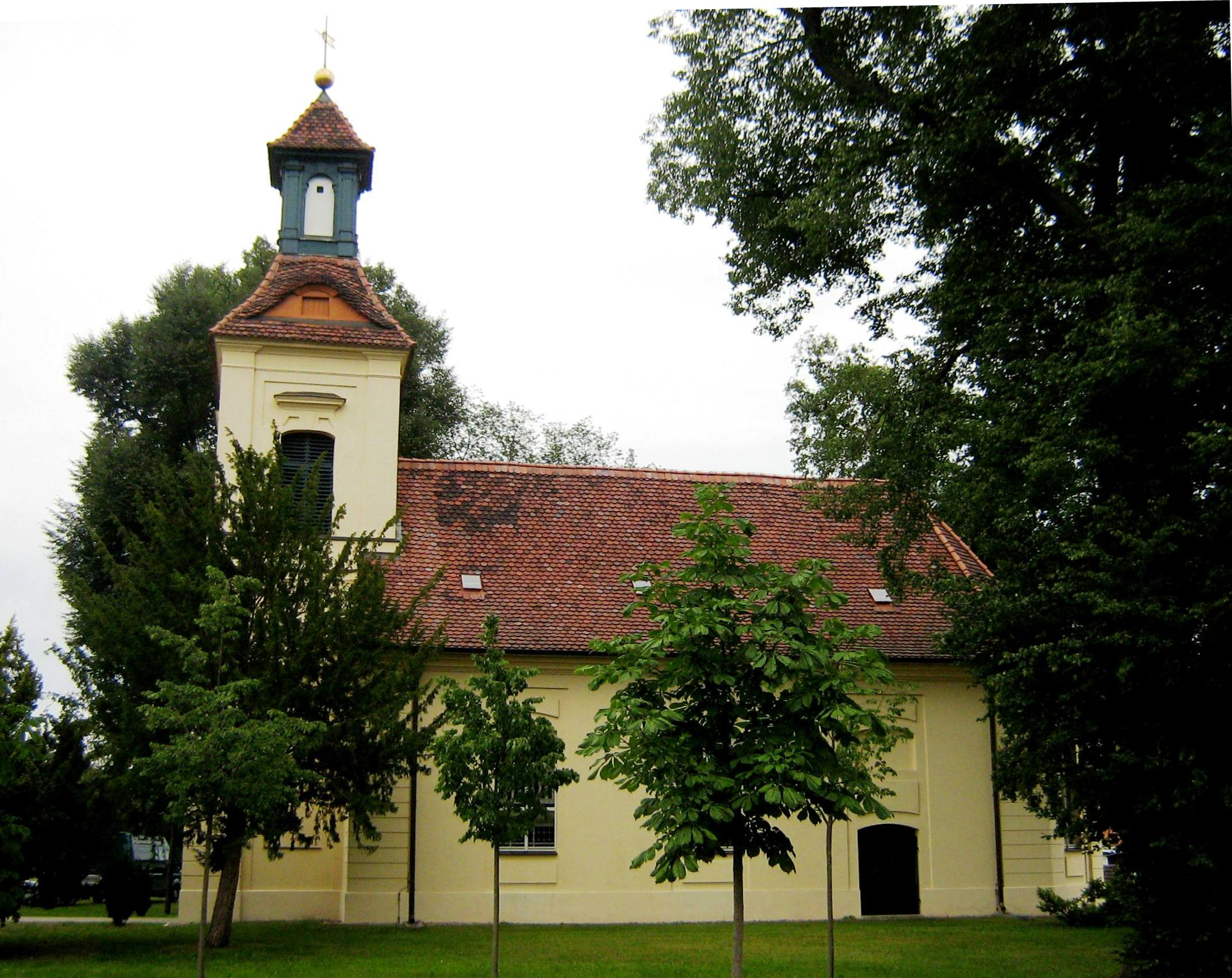
Blick von Süden

Die Dorfkirche in Schönwalde ist die Pfarrkirche der evangelischen Kirchengemeinde in Schönwalde-Glien im Landkreis Havelland (Kirchenkreis Falkensee). Sie steht im Schönwalder Ortsteil Dorf.

## Architektur
Die einschiffige Saalkirche wurde 1737 als Nachfolgebau einer älteren, baufällig gewordenen Kirche im Barockstil aus Backstein gemauert und verputzt und am 10. November 1737 von Kircheninspektor (= Superintendent) George Lamprecht eingeweiht. 1735 hatte der preußische Offizier Otto Rollaz von Rosey (oder du Rosay) (1703–1760) das Gut von Schönwalde und das Kirchenpatronat erworben und nahm auch den Kirchenneubau in Angriff; nach dem Tod seiner Ehefrau Dorothea am 2. November 1746 zog er sich aus Schönwalde zurück. Die Besitzer der Kirche wechselten in den Folgejahren mehrfach.
Das mit einem Satteldach bedeckte Kirchenschiff hat im Osten einen dreiseitigen Abschluss. Nach Westen schließt sich der nicht schiffsbreite („eingezogene“) quadratische Turm an, der von einer hölzernen Laterne mit einem Zeltdach gekrönt wird; die Wetterfahne auf der Spitze zeigt die Jahreszahl 1737 und eine kleine goldene Sonne.
Im Inneren verfügt die Kirche über eine offene hölzerne Hufeisenempore entlang der Rückwand und der beiden Seitenwände, die aus der Bauzeit der Kirche stammt; an der Westwand ist die Empore geschwungen.
1934/35 wurde die Kirche umfassend renoviert, der Innenraum erhielt eine neue malerische Ausgestaltung durch den Kirchenmaler Robert Sandfort. Der Westturm wurde 1996 grundlegend renoviert. Dach und Außenhaut des Kirchenschiffs wurden 1999–2000 erneuert; dabei wurde die barocke Gliederung der Außenfassade wiederhergestellt.
Die Kirche steht seit 1985 unter Denkmalschutz. Sie gehört zu den wenigen Kirchengebäuden, die aus der Regierungszeit des preußischen Königs Friedrich Wilhelm I. erhalten ist.

## Ausstattung

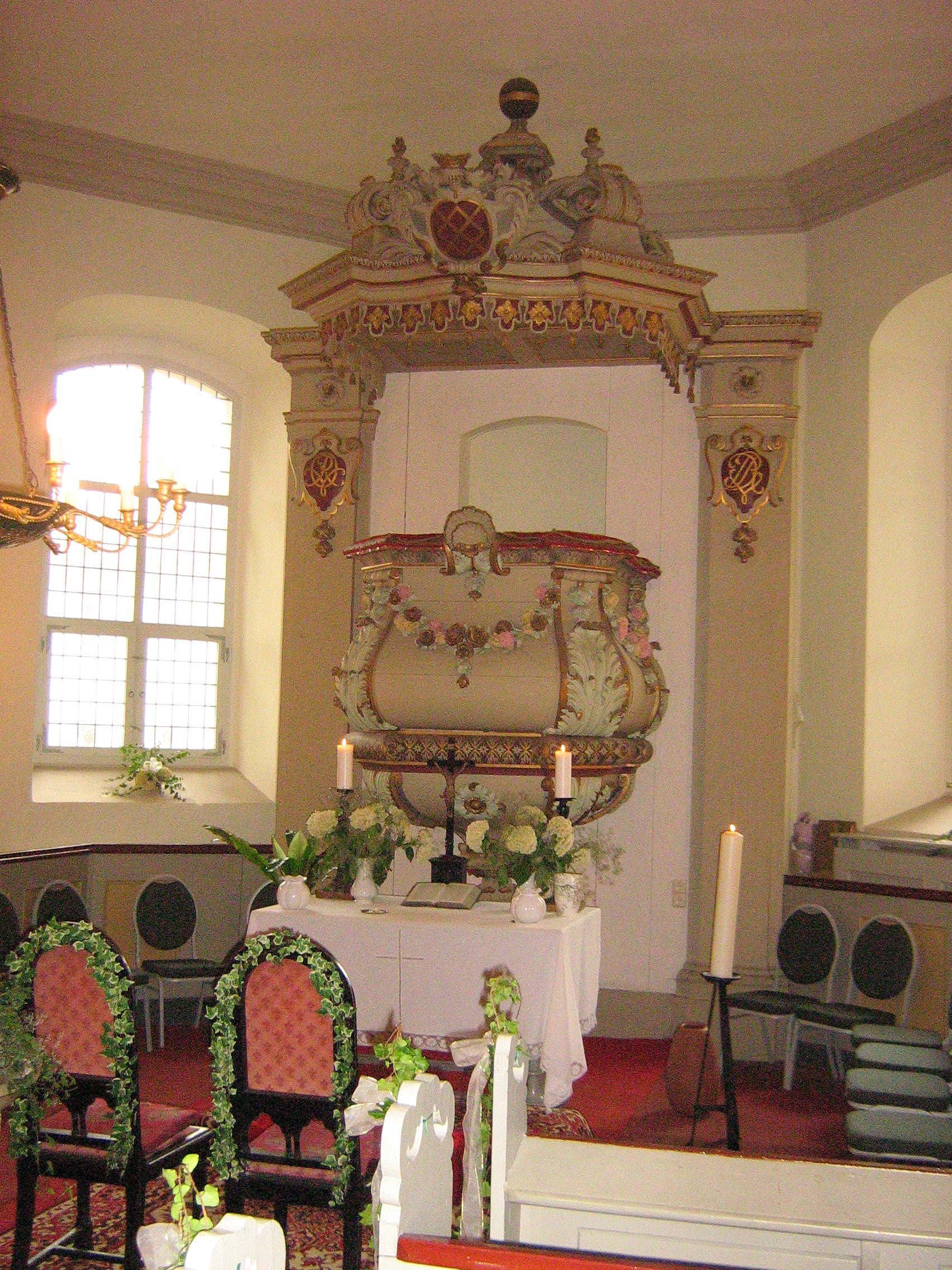
Der Kanzelaltar

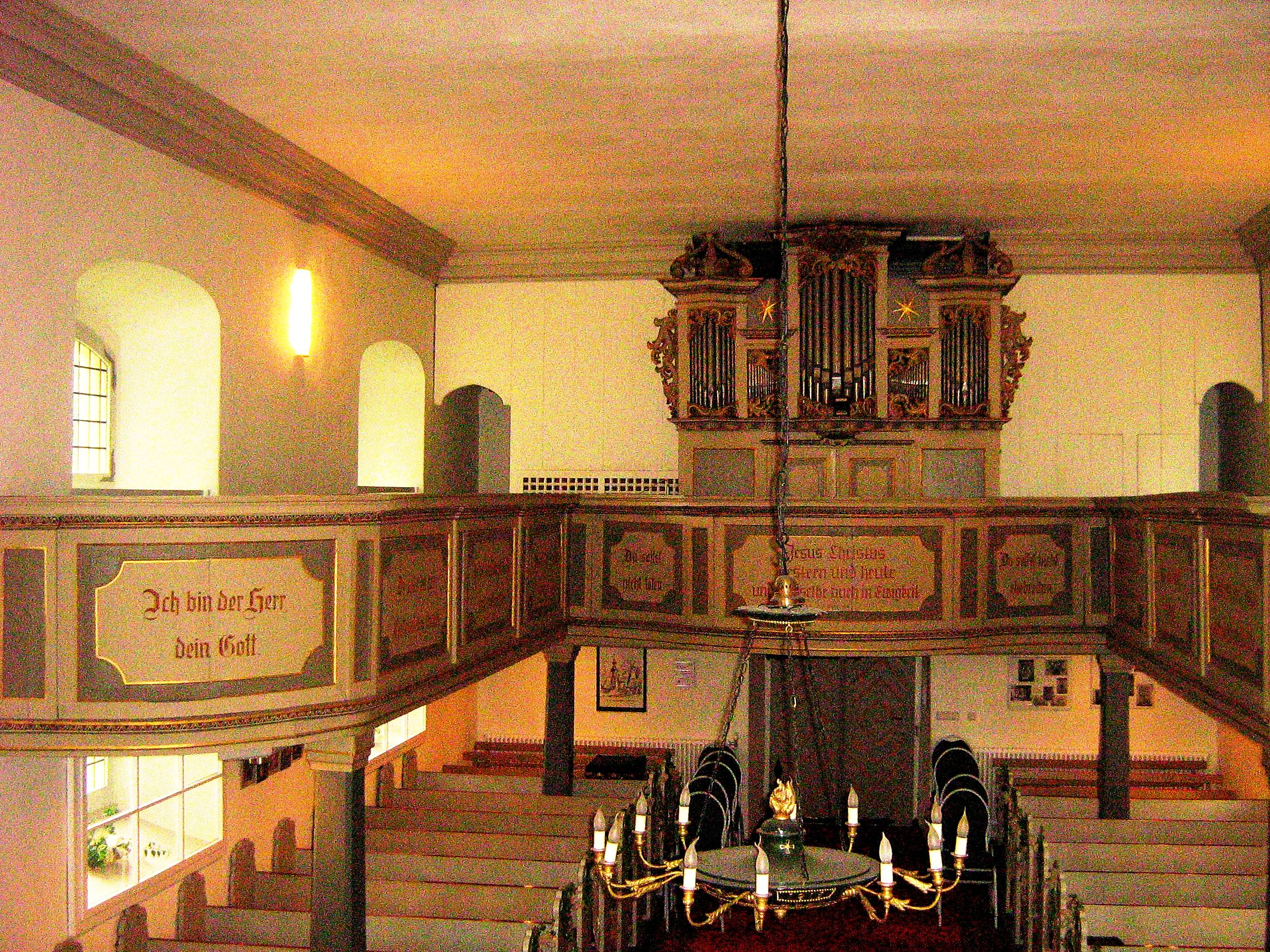
Die Hufeisenempore mit der Wagner-Orgel an der Westseite des Kirchenschiffs

Der hölzerne, farbig gefasste Kanzelaltar gehört zur Originalausstattung der Kirche. Er hat einen geschwungenen Kanzelkorb, geschmückt mit Rosengirlanden, und wird von Säulenprofilen flankiert, auf denen vergoldete Monogramme auf die Stifter von Kirche, Altar und Orgel hinweisen: Otto (oder Oberst?) von Rosey („O.v.R.“, links) und Dorothea von Rosey („D.v.R.“, rechts). An der Vorderseite des Schalldeckels der Kanzel ist das Rosey’sche Wappen zu sehen.
Das steinerne Taufbecken stammt ausweislich einer Inschrift aus dem Jahr 1894. Vor dem Altar wurde Johann Gustav Reinbeck begraben, Propst, Berliner Konsistorialrat und Beichtvater der preußischen königlichen Familie, der am 21. August 1741 bei einem Besuch im Schönwalder Schloss starb; auf ihn weist ein Epitaph in Form eines Obelisken über dem Portal an der Südwand der Kirche hin, das dem Zugang zu einer Grabkammer nachempfunden ist. Der zwölfarmige Kronleuchter über dem Mittelgang soll an die Völkerschlacht bei Leipzig (1813) erinnern.
Im Turm hängen zwei Bronzeglocken, eine in der Kunst- und Glockengießerei Lauchhammer gegossene Glocke von 1928 mit einem Durchmesser von 84 cm und eine Glocke mit einem Durchmesser von 67 cm, die 1979 von der Firma Schilling in Apolda gegossen wurde. Vor diesen beiden Glocken hatten drei Glocken im Kirchturm gehangen, die nicht erhalten sind: die größte war 1592 von Heinrich Borstelmann in Magdeburg gegossen worden, die mittlere 1852 von Cornelius Rubon (Berlin) und die kleinste 1911 von Gustav Collier aus Zehlendorf.

## Orgel
Die Orgel auf der Westempore wurde 1738/39 von dem bedeutenden Orgelbauer Joachim Wagner passend für die sehr beengten Raumverhältnisse auf der Empore erbaut und vom Kirchenpatron Otto von Rosey finanziert. Heute ist sie eine der wenigen noch nahezu im Originalzustand erhaltenen Werke Wagners. Sie hat einen reich geschmückten barocken Prospekt und wurde 1935, 1970/71 und 1983 restauriert; 1934/35 wurde die Disposition des Instruments durch die Potsdamer Orgelbaufirma Alexander Schuke dem ursprünglichen Zustand angeglichen, nachdem im 19. Jahrhundert dem Zeitgeschmack entsprechende klangliche Veränderungen vorgenommen worden waren. Eine weitere Überholung wurde 2014/2015 durchgeführt. Dabei wurden die Zungenpfeifen und der Prospektprinzipal nach Originalvorbildern rekonstruiert. Gleichzeitig führte die Firma Dagmar Rothen-Nitsche eine Farbrestaurierung des Orgelgehäuses durch, so dass das Instrument wieder seine Originalgestalt in Preußischblau – Weiß – Gold hat.
Neben ihrer Funktion im Gottesdienst ist sie auch regelmäßig in Konzerten zu hören. In Relation zu ihrer Größe mit zwölf Registern (davon zwei geteilte Register und zwei Diskantregister) in einem Manual und Pedal weist sie reichhaltige klangliche Möglichkeiten auf. In der unteren Oktave fehlt als Besonderheit jeweils der Ton Cis, weil er beim Bau aus Kostengründen eingespart wurde.
Der Prospekt ist in einen Mittelturm und zwei niedrigere seitliche Spitztürme gegliedert, dazwischen jeweils ein kleineres Flachfeld, über denen die beiden drehbaren Cymbelsterne angebracht sind. Der Mittelturm zeigt an der Spitze eine Kartusche mit den Initialen des Stifterpaares Otto und Dorothea von Rosey. Der Prospekt ist in weiß und gold mit einzelnen blauen Feldern gehalten und mit reichhaltiger Akanthusschnitzerei verziert.
Die Disposition lautet wie folgt:
| Manual C, D–c3      |       |
| Gedackt             | 8′    |
| Principal           | 4′    |
| Rohrflöte           | 4′    |
| Nasat               | 3′    |
| Octava B/D          | 2′    |
| Quinte B/D          | 1 ⁄3′ |
| Cornett III (ab c1) |       |
| Mixtur IV           | 8′    |
| Trompete (ab c1)    | 8′    |

| Pedal C, D–c1 |     |
| Subbass       | 16′ |
| Octave        | 8′  |
| Posaune       | 8′  |

- Tremulant, 2 Cymbelsterne, Calcanten-Glocke